# American Buffalo
American Buffalo este o monedă din aur de 24 de carate, cu greutatea de o uncie (31,1035 grame), cu titlul de 999,9‰. Moneda a fost bătută începând cu data de 22 iunie 2006 în West Point, New York. Valoarea nominală a monedei este de 50 de dolari americani, valoarea sa este recunoscută oficial putând fi folosită și ca mijloc de plată.  Motivele de pe monedă au preluate de pe moneda de 5 cenți din 1913 (așa numitele variante Indian-Head-Nickel și Buffalo-Nickel).
Din anul 2008, au fost emise și monede de dimensiuni mai mici, având valori nominale mai mici:
| Mărimea în uncii | Diametrul monedei | Grosimea monedei | Greutatea în grame | Valoarea nominală | Anul de începere a emisiunii |
| ---------------- | ----------------- | ---------------- | ------------------ | ----------------- | ---------------------------- |
| 1/10 uncie       | 16,5 mm           | 1,19 mm          | 3,11 g             | 5 $               | din anul 2008                |
| 1/4 uncie        | 22,0 mm           | 1,63 mm          | 7,78 g             | 10 $              | din anul 2008                |
| 1/2 uncie        | 26,5 mm           | 2,16 mm          | 15,55 g            | 25 $              | din anul 2008                |
| 1 uncie          | 32,7 mm           | 2,95 mm          | 31,1035 g          | 50 $              | din anul 2006                |